# Collegio di Aylesbury
Aylesbury è un collegio elettorale inglese situato nel Buckinghamshire rappresentato alla Camera dei comuni del parlamento del Regno Unito. Elegge un membro del parlamento con il sistema maggioritario a turno unico; l'attuale parlamentare è Laura Kyrke-Smith del Partito Laburista, che rappresenta il collegio dal 2024.

## Estensione

Aylesbury dal 2010 al 2024

- 1885-1918: le divisioni sessionali di Aylesbury, Chesham e Linslade, e parti delle divisioni sessionali di Desborough e Winslow.
- 1918-1950: il borough di Aylesbury, i distretti urbani di Beaconsfield e Chesham, il distretto rurale di Amersham, parti del distretto rurale di Aylesbury, nel distretto rurale di Long Crendon la parrocchia civile di Towersey, e nel distretto rurale di Wycombe le parrocchie di Bledlow, Bradenham, Ellesborough, Great and Little Hampden, Great and Little Kimble, Horsenden, Hughenden, Ilmer, Monks Risborough, Princes Risborough, Radnage, Saunderton e Wendover.
- 1950–1974: il borough di Aylesbury, il distretto urbano di Chesham, il distretto rurale di Aylesbury, e nel distretto rurale di Amersham le parrocchie di Ashley Green, Chartridge, Cholesbury-cum-St Leonards, Great Missenden, Latimer, Lee e Little Missenden.
- 1974–1983: il borough di Aylesbury, il distretto rurale di Aylesbury, e nel distretto rurale di Wycombe le parrocchie di Bledlow-cum-Saunderton, Bradenham, Ellesborough, Great and Little Hampden, Great and Little Kimble, Ibstone, Lacey Green, Longwick-cum-Ilmer, Princes Risborough, Radnage e Stokenchurch.
- 1983–1997: i ward del distretto di Aylesbury Vale di Aston Clinton, Aylesbury Central, Bedgrove, Elmhurst, Gatehouse, Grange, Mandeville, Meadowcroft, Oakfield, Southcourt, Wendover e Weston Turville, i ward del distretto di Chiltern di Ballinger and South Heath, Great Missenden e Prestwood and Heath End, e i ward del distretto di Wycombe di Bledlow-cum-Saunderton, Icknield, Lacey Green and Hampden, Naphill-cum-Bradenham, Princes Risborough e Stokenchurch.
- 1997–2010: i ward del distretto di Aylesbury Vale di Aylesbury Central, Bedgrove, Elmhurst, Gatehouse, Grange, Mandeville, Meadowcroft, Oakfield, Southcourt, Wendover e Weston Turville, i ward del distretto di Chiltern di Ballinger and South Heath, Great Missenden e Prestwood and Heath End, e i ward del distretto di Wycombe di Bledlow-cum-Saunderton, Icknield, Lacey Green and Hampden, Naphill-cum-Bradenham, Princes Risborough e Stokenchurch.
- 2010-2024: i ward del distretto di Aylesbury Vale di Aston Clinton, Aylesbury Central, Bedgrove, Coldharbour, Elmhurst and Watermead, Gatehouse, Mandeville and Elm Farm, Oakfield, Quarrendon, Southcourt, Walton Court and Hawkslade e Wendover, e i ward del distretto di Wycombe di Bledlow and Bradenham, Greater Hughenden, Lacey Green, Speen and the Hampdens, Stokenchurch e Radnage.
- dal 2024: i ward del distretto del Buckinghamshire di Aston Clinton and Bierton, Aylesbury East, Aylesbury North, Aylesbury North West, Aylesbury South East, Aylesbury South West, Aylesbury West, Ivinghoe e Wing.[1]

Il collegio ha come centro la grande città di Aylesbury, e comprende una serie di villaggi interrotti da boschi e aree di campagna nel centro delle Chiltern Hills, che coprono gran parte del Buckinghamshire e parti di altre tre contee.

## Membri del parlamento dal 1885
| Elezione | Elezione             | Deputato                | Partito            |
| -------- | -------------------- | ----------------------- | ------------------ |
|          | 1885                 | Ferdinand de Rothschild | Liberale           |
|          | 1886                 | Ferdinand de Rothschild | Liberale Unionista |
| 1899 (S) | Walter Rothschild    |                         | Liberale Unionista |
| Gen 1910 | Lionel de Rothschild |                         | Liberale Unionista |
|          | Lionel de Rothschild | 1912                    | Unionista          |
|          | 1923                 | Thomas Keens            | Liberale           |
|          | 1924                 | Alan Burgoyne           | Conservatore       |
| 1929     | Michael Beaumont     |                         | Conservatore       |
| 1938 (S) | Stanley Reed         |                         | Conservatore       |
| 1950     | Spencer Summers      |                         | Conservatore       |
| 1970     | Timothy Raison       |                         | Conservatore       |
| 1992     | David Lidington      |                         | Conservatore       |
| 2019     | Rob Butler           |                         | Conservatore       |
|          | 2024                 | Laura Kyrke-Smith       | Laburista          |

## Elezioni

### Elezioni negli anni 2020
| Partito                    | Partito                                           | Candidato                  | Risultati 4 luglio 2024 | Risultati 4 luglio 2024 |
| Partito                    | Partito                                           | Candidato                  | Voti                    | %                       |
| -------------------------- | ------------------------------------------------- | -------------------------- | ----------------------- | ----------------------- |
|                            | Laburista                                         | Laura Kyrke-Smith          | 15 081                  | 30,20                   |
|                            | Conservatore                                      | Rob Butler                 | 14 451                  | 28,94                   |
|                            | Lib Dem                                           | Steve Lambert              | 10 440                  | 20,91                   |
|                            | Reform UK                                         | Lesley Taylor              | 6 746                   | 13,51                   |
|                            | Verdi                                             | Julie Atkins               | 2 590                   | 5,19                    |
|                            | Workers                                           | Jan Gajdos                 | 516                     | 1,03                    |
|                            | Social Democratico                                | Richard Wilding            | 116                     | 0,23                    |
|                            |                                                   |                            |                         |                         |
| Iscritti                   | Iscritti                                          | Iscritti                   | 79 169                  | 100,00                  |
| ↳ Votanti (% su iscritti)  | ↳ Votanti (% su iscritti)                         | ↳ Votanti (% su iscritti)  | 49 940                  | 63,08                   |
| ↳ Astenuti (% su iscritti) | ↳ Astenuti (% su iscritti)                        | ↳ Astenuti (% su iscritti) | 29 229                  | 36,92                   |
|                            |                                                   |                            |                         |                         |
|                            | Esito: collegio passa da Conservatore a Laburista |                            |                         |                         |

### Elezioni negli anni 2010
| Partito                    | Partito                                   | Candidato                  | Risultati 12 dicembre 2019 | Risultati 12 dicembre 2019 |
| Partito                    | Partito                                   | Candidato                  | Voti                       | %                          |
| -------------------------- | ----------------------------------------- | -------------------------- | -------------------------- | -------------------------- |
|                            | Conservatore                              | Rob Butler                 | 32 737                     | 54,04                      |
|                            | Laburista                                 | Liz Hind                   | 15 364                     | 25,36                      |
|                            | Lib Dem                                   | Steven Lambert             | 10 081                     | 16,64                      |
|                            | Verdi                                     | Coral Simpson              | 2 394                      | 3,95                       |
|                            |                                           |                            |                            |                            |
| Iscritti                   | Iscritti                                  | Iscritti                   | 86 665                     | 100,00                     |
| ↳ Votanti (% su iscritti)  | ↳ Votanti (% su iscritti)                 | ↳ Votanti (% su iscritti)  | 60 576                     | 69,90                      |
| ↳ Astenuti (% su iscritti) | ↳ Astenuti (% su iscritti)                | ↳ Astenuti (% su iscritti) | 26 089                     | 30,10                      |
|                            |                                           |                            |                            |                            |
|                            | Esito: collegio confermato a Conservatore |                            |                            |                            |

| Partito                    | Partito                                   | Candidato                  | Risultati 8 giugno 2017 | Risultati 8 giugno 2017 |
| Partito                    | Partito                                   | Candidato                  | Voti                    | %                       |
| -------------------------- | ----------------------------------------- | -------------------------- | ----------------------- | ----------------------- |
|                            | Conservatore                              | David Lidington            | 32 313                  | 55,01                   |
|                            | Laburista                                 | Mark Bateman               | 17 617                  | 29,99                   |
|                            | Lib Dem                                   | Steven Lambert             | 5 660                   | 9,64                    |
|                            | UKIP                                      | Vijay Singh Srao           | 1 296                   | 2,21                    |
|                            | Verdi                                     | Coral Simpson              | 1 237                   | 2,11                    |
|                            | Indipendente                              | Kyle Michael               | 620                     | 1,06                    |
|                            |                                           |                            |                         |                         |
| Iscritti                   | Iscritti                                  | Iscritti                   | 82 273                  | 100,00                  |
| ↳ Votanti (% su iscritti)  | ↳ Votanti (% su iscritti)                 | ↳ Votanti (% su iscritti)  | 58 743                  | 71,40                   |
| ↳ Astenuti (% su iscritti) | ↳ Astenuti (% su iscritti)                | ↳ Astenuti (% su iscritti) | 23 530                  | 28,60                   |
|                            |                                           |                            |                         |                         |
|                            | Esito: collegio confermato a Conservatore |                            |                         |                         |

| Partito                    | Partito                                   | Candidato                  | Risultati 7 maggio 2015 | Risultati 7 maggio 2015 |
| Partito                    | Partito                                   | Candidato                  | Voti                    | %                       |
| -------------------------- | ----------------------------------------- | -------------------------- | ----------------------- | ----------------------- |
|                            | Conservatore                              | David Lidington            | 28 083                  | 50,67                   |
|                            | UKIP                                      | Chris Adams                | 10 925                  | 19,71                   |
|                            | Laburista                                 | William Cass               | 8 391                   | 15,14                   |
|                            | Lib Dem                                   | Steven Lambert             | 5 885                   | 10,62                   |
|                            | Verdi                                     | David Lyons                | 2 135                   | 3,85                    |
|                            |                                           |                            |                         |                         |
| Iscritti                   | Iscritti                                  | Iscritti                   | 80 317                  | 100,00                  |
| ↳ Votanti (% su iscritti)  | ↳ Votanti (% su iscritti)                 | ↳ Votanti (% su iscritti)  | 55 419                  | 69,00                   |
| ↳ Astenuti (% su iscritti) | ↳ Astenuti (% su iscritti)                | ↳ Astenuti (% su iscritti) | 24 898                  | 31,00                   |
|                            |                                           |                            |                         |                         |
|                            | Esito: collegio confermato a Conservatore |                            |                         |                         |

| Partito                    | Partito                                   | Candidato                  | Risultati 6 maggio 2010 | Risultati 6 maggio 2010 |
| Partito                    | Partito                                   | Candidato                  | Voti                    | %                       |
| -------------------------- | ----------------------------------------- | -------------------------- | ----------------------- | ----------------------- |
|                            | Conservatore                              | David Lidington            | 27 736                  | 52,17                   |
|                            | Lib Dem                                   | Steven Lambert             | 15 118                  | 28,44                   |
|                            | Laburista                                 | Kathryn White              | 6 695                   | 12,59                   |
|                            | UKIP                                      | Chris Adams                | 3 613                   | 6,80                    |
|                            |                                           |                            |                         |                         |
| Iscritti                   | Iscritti                                  | Iscritti                   | 77 950                  | 100,00                  |
| ↳ Votanti (% su iscritti)  | ↳ Votanti (% su iscritti)                 | ↳ Votanti (% su iscritti)  | 53 162                  | 68,20                   |
| ↳ Astenuti (% su iscritti) | ↳ Astenuti (% su iscritti)                | ↳ Astenuti (% su iscritti) | 24 788                  | 31,80                   |
|                            |                                           |                            |                         |                         |
|                            | Esito: collegio confermato a Conservatore |                            |                         |                         |

### Elezioni negli anni 2000
| Partito                    | Partito                                   | Candidato                  | Risultati 5 maggio 2005 | Risultati 5 maggio 2005 |
| Partito                    | Partito                                   | Candidato                  | Voti                    | %                       |
| -------------------------- | ----------------------------------------- | -------------------------- | ----------------------- | ----------------------- |
|                            | Conservatore                              | David Lidington            | 25 252                  | 49,07                   |
|                            | Lib Dem                                   | Peter Jones                | 14 187                  | 27,57                   |
|                            | Laburista                                 | Mohammed Khaliel           | 9 540                   | 18,54                   |
|                            | UKIP                                      | Chris Adams                | 2 479                   | 4,82                    |
|                            |                                           |                            |                         |                         |
| Iscritti                   | Iscritti                                  | Iscritti                   | 82 464                  | 100,00                  |
| ↳ Votanti (% su iscritti)  | ↳ Votanti (% su iscritti)                 | ↳ Votanti (% su iscritti)  | 51 458                  | 62,40                   |
| ↳ Astenuti (% su iscritti) | ↳ Astenuti (% su iscritti)                | ↳ Astenuti (% su iscritti) | 31 006                  | 37,60                   |
|                            |                                           |                            |                         |                         |
|                            | Esito: collegio confermato a Conservatore |                            |                         |                         |

| Partito                    | Partito                                   | Candidato                  | Risultati 7 giugno 2001 | Risultati 7 giugno 2001 |
| Partito                    | Partito                                   | Candidato                  | Voti                    | %                       |
| -------------------------- | ----------------------------------------- | -------------------------- | ----------------------- | ----------------------- |
|                            | Conservatore                              | David Lidington            | 23 230                  | 47,32                   |
|                            | Lib Dem                                   | Peter Jones                | 13 221                  | 26,93                   |
|                            | Laburista                                 | Keith M. White             | 11 388                  | 23,20                   |
|                            | UKIP                                      | Justin D. Harper           | 1 248                   | 2,54                    |
|                            |                                           |                            |                         |                         |
| Iscritti                   | Iscritti                                  | Iscritti                   | 79 946                  | 100,00                  |
| ↳ Votanti (% su iscritti)  | ↳ Votanti (% su iscritti)                 | ↳ Votanti (% su iscritti)  | 49 087                  | 61,40                   |
| ↳ Astenuti (% su iscritti) | ↳ Astenuti (% su iscritti)                | ↳ Astenuti (% su iscritti) | 30 859                  | 38,60                   |
|                            |                                           |                            |                         |                         |
|                            | Esito: collegio confermato a Conservatore |                            |                         |                         |

## Risultati dei referendum

### Referendum sulla permanenza del Regno Unito nell'Unione europea del 2016
|             | Collegio    | Lasciare UE % | Rimanere in UE % |
| ----------- | ----------- | ------------- | ---------------- |
|             | Aylesbury   | 47,9%         | 52,1%            |
|             | Inghilterra | 53,3%         | 46,7%            |
| Regno Unito | 51,9%       | 48,1%         |                  |